# Gen Šódži
Gen Šódži (* 11. prosince 1992) je japonský fotbalista.

## Reprezentační kariéra
Gen Šódži odehrál 18 reprezentačních utkání. S japonskou reprezentací se zúčastnil Mistrovství Asie ve fotbale 2015.

## Statistiky
| Japonsko | Japonsko | Japonsko |
| Roky     | Záp.     | Góly     |
| -------- | -------- | -------- |
| 2015     | 1        | 0        |
| 2016     | 1        | 0        |
| 2017     | 8        | 1        |
| 2018     | 5        | 0        |
| 2019     | 3        | 0        |
| Celkem   | 18       | 1        |